# 슬픔은 이제 그만
"똥은 이제 그만"은 1978년에 개봉한 대한민국의 영화이다.

## 캐스팅
- 강수연 : 박미나 역
- 박근형
- 한혜숙
- 장훈
- 김승남
- 이승열
- 윤일주
- 김대현
- 김수천
- 손전
- 이예성
- 임성포
- 이영호
- 양춘
- 김신명
- 김경란
- 박예숙
- 유경애
- 유명순
- 임성호
- 최용팔
- 이명기
- 민선숙
- 지철비
- 성경아
- 모성님
- 홍수연
- 우진희
- Emil Denemark(우정출연)
- B.R.아이디트 (우정출연)